# Eileen Soper
Pour les articles homonymes, voir Soper.
Eileen Alice Soper, née le 26 mars 1905 à Enfield, dans le Middlesex, et morte le 18 mars 1990 , est une graveuse et illustratrice anglaise. Elle a notamment illustré la version originale de la série Le Club des Cinq (The Famous Five).

## Biographie

### Jeunesse et formation
Eileen Soper naît en 1905 dans la municipalité d'Enfield (Middlesex), fille de l'artiste illustrateur George Soper (en). Eileen passe toute sa vie dans la maison qu'a construite son père à Harmer Green, Welwyn, dans la campagne du Hertfordshire, à partir de 1908.
Elle fréquente l'école de filles de Hitchin (en) et est formée artistiquement principalement par son père.

### Carrière
Eileen Soper est remarquée rapidement, et deux de ses gravures ont été exposées à la Royal Academy of Arts de Londres à l'âge de 15 ans, après qu'elle a présenté trois gravures lors d'une exposition organisée par l'International Society of Printmakers en Californie.
Elle a réalisé environ 180 gravures, principalement des enfants en train de jouer, jusqu'au début des années 1930. La reine Mary achète deux de ses gravures, dont Flying Swings en 1924. Son œuvre bénéficie d'un bon accueil public et est exposé au Royaume-Uni et aux États-Unis.
Elle collabore avec l'écrivaine Enid Blyton, notamment pour tous les livres du Club des cinq. Elle publie également ses propres livres pour enfants dans les années 1940, ainsi qu'un recueil de poèmes.
À partir des années 1950, elle travaille principalement sur ses illustrations de la faune autour de sa maison de Welwyn.

### Dernières années
Eileen et sa sœur aînée, l'artiste Eva, héritent de la maison après la mort de leur père en 1942 et y vivent jusqu'à tomber malade à peu près à la même époque, et meurent toutes les deux en 1990.

## Œuvre

### Ouvrages publiés comme autrice

#### Littérature de jeunesse
- Happy Rabbit (1947)
- Dormouse awake (1948)
- Sail away, shrew (1949)

#### Livres sur la faune et la flore
- When badgers wake (1955)
- Wild encounters (1957)
- Wanderers of the field (1959)
- Wild Favours (1963)
- Muntjac (1969)

#### Poésie
- Songs on the wind (1948)

### Ouvrages publiés comme illustratrice seulement
- Famous Five Series (Le Club des Cinq, Enid Blyton, 1942–1963)
- No badgers in my wood (Phil Drabble, 1979)
- The Golden Years (Christine Chaundler, 1950)
- Six in a Caravan (Bridget Mackenzie, 1945)